# Indygo (barwa)
Indygo – barwa o odcieniu pomiędzy niebieskim i fioletowym. Zakres światła indygo ma długość fali od ok. 420 do ok. 450 nm.